# By the Sword (Emilie Autumn-låt)
"By the Sword" är en låt skriven och framförd av den amerikanska artisten Emilie Autumn. Den gavs ut på singel 2001 i välgörenhetssyfte där alla intäkter gick till Amerikanska röda korset och AmeriCares för att stödja offren för 11 september-attackerna. Samtliga exemplar var signerade av Emilie Autumn.
Förutom titelspåret fanns två andra låtar med på singeln: "Castle Down" och "Willow". Titelspåret och "Castle Down" kom senare ut på samlingsalbumet A Bit o' This & That medan "Willow" kan hittas på Laced/Unlaced.

## Låtlista
Låtarna skrivna av Emilie Autumn, om inget annat anges.
1. "By the Sword" – 5:11
2. "Castle Down" – 3:55
3. "Willow" – 8:22
4. "I Know It's Over" (The Smiths-cover) (video) – 6:47

## Medverkande
- Emilie Autumn – sång, fiol, producent
- Paul Natkin – fotografi